# José García Viñas
José García Viñas (Màlaga, 3 de desembre de 1848 - Melilla, 7 de setembre de 1931) fou un dirigent sindicalista Internacionalista, membre de la Federació Regional Espanyola de l'Associació Internacional de Treballadors (FRE de l'AIT, 1870-1881) i de la bakuninista Aliança Internacional de la Democràcia Socialista (1869-1872).

## Biografia
Quan estudiava medicina a Barcelona es va incorporar al nucli barceloní de la Internacional format a principis de 1869 arran del viatge de l'anarquista italià Giuseppe Fanelli a Espanya. Va ser un dels delegats del Congrés Obrer de 1870 a Barcelona del que va sorgir la FRE de l'AIT i va participar en la redacció de diversos dictàmens. Va adoptar les tesis bakuninistes i es va integrar en l'Aliança Internacional de la Democràcia Socialista. També va ser delegat en el Congrés de Còrdova de la FRE-AIT celebrat a la fi de 1872 i principis de 1873. Així mateix va ser un dels tres representants de la FRE de l'AIT en el Congrés de Ginebra de l'anarquista Internacional de Saint-Imier celebrat al setembre de 1873. Una vegada conclòs el Congrés es va desplaçar a Berna juntament amb els altres dos delegats espanyols per visitar Mikhaïl Bakunin.
El juliol de 1874 es va incorporar, juntament amb Rafael Farga i Pellicer, a la Comissió federal de la FRE de l'AIT quan aquesta es va traslladar de Madrid a Barcelona, en una època en què actuava en la clandestinitat en haver estat prohibida la Internacional el gener de 1874 després del triomf del Cop de Pavía que va posar fi a la República federal. A partir d'aquell moment García Viñas, segons Josep Termes, «a causa del temps lliure que disposava al no ser obrer [era metge] i no estar lligat a una rigorosa jornada laboral, va acabar convertint-se en l'eix de l'organització i redactant tots, o gairebé, els projectes, memòries o resolucions d'aquests anys. I per aquesta causa els documents de la Internacional (en plena descomposició, abandonada per les masses obreres i dirigida per un reduït sector de l'aliancisme) tenen en aquesta època, de clandestinitat forçada, un tan clar matís insurreccionalista, de desapegament pel treball sindical i de confiança en el paper dirigent del grup secret i minoritari». També va assumir l'adreça del periòdic La Revista Social, òrgan de la unió Manufacturera, adscrita a la FRE-AIT.
En 1876 va traduir els fullets de l'anarquista suís James Guillaume Ideas sobre la organización social i Bosquejos históricos, dels que va escriure el pròleg, firmant com D. G. Omblaga, doctor en ciencias. Aquest any va assistir com a delegat de la FRE al Congrés de Berna de la Internacional anarquista sota el pseudònim Antonio Sánchez, junt amb Trinidad Soriano qui adoptà el nom de Francisco Portillo.
En el Congrés de Verviers de la Internacional de Saint-Imier celebrat l'agost de 1877 va intentar reconstruir l'Aliança bakuninista juntament amb Piotr Kropotkin i James Guillaume, però el projecte va fracassar. Quan Kropotkin va visitar Barcelona a l'any següent va ser hoste de García Viñas, encara que aquell el considerava un «jacobí».
Segons Anselmo Lorenzo, en els anys de la clandestinitat de la FRE-AIT García Viñas es va comportar com un dictador de l'organització i per això el va qualificar d'«anarquista autòcrata». Guillaume, per la seva banda, el considerava «molt autoritari».
Quan a la fi de 1880 es va plantejar el debat de la volta a la legalitat de la FRE-AIT davant la perspectiva que el nou govern liberal de Práxedes Mateo Sagasta reconegués el dret d'associació, García Viñas va defensar l'il·legalisme i com la seva postura va resultar derrotada va deixar l'organització i la direcció de La Revista Social. Segons l'historiador Juan Avilés Farré, «José García Viñas es va retirar de l'organització en estimar que una organització pública resultaria contraproduent, perquè en participar-hi, els millors militants es donarien a conèixer a la policia i quedarien invalidats per a l'acció secreta, que ell considerava l'única eficaç per a finalitats revolucionàries». Poc després es va tornar a la seva Màlaga natal, abandonant l'activisme anarquista.
El mateix García Viñas va explicar així la seva retirada:
| « | [Veia que s'anava a la creació d'una] organització pública i legal, que jo jutjava perniciosa per als objectius d'una acció revolucionària eficaç, perquè ella [l'organització pública] absorbiria l'activitat dels millors en detriment de l'acció secreta, assenyalant-los a la policia: a causa del fet de ser coneguts i la vigilància que resultaria d'això, s'anul·larien per a l'acció secreta, que jo jutjava llavors l'única eficaç per aconseguir les nostres aspiracions... Després d'onze anys d'activitat... alguns desconfiaven de mi, i considerant que, amb l'organització pública, les sospites d'aquells que sembraven la desconfiança respecte del que no era obrer manual, invocant que l'emancipació dels treballadors havia de ser la seva pròpia obra, havien d'augmentar. | » |

El 1880 tornà a Màlaga. Més tard residí a Melilla on ocupà la plaça de metge titular de la Beneficència fins a la seva mort.

## Obres
- Breves nociones geográficas de Europa y en particular de España (1867)